# Grã-Bretanha nos Jogos Olímpicos de Verão de 1988
O Reino Unido competiu como Grã-Bretanha e Irlanda do Norte nos Jogos Olímpicos de Verão de 1988 em Seul, Coreia do Sul. Os britânicos ficaram em 12º lugar.